# 清水準一 (看護学者)
清水 準一（しみず じゅんいち、1973年 - ）は日本の看護師、保健師、看護学研究者。東京医療保健大学千葉看護学部教授。

## 経歴
1992年桐蔭学園中学校・高等学校卒業、1996年東京大学医学部健康科学・看護学科卒業。以後、東京大学医学部附属病院での看護師勤務と同大大学院を経て、2004年東京都立保健科学大学講師に着任。2005年に首都大学東京准教授に就任。2018年より東京医療保健大学千葉看護学部教授。専門・研究分野は在宅看護学および健康と医療の社会学。

## 著作
- 清水準一「第4章A　在宅看護過程展開のポイント」『系統看護学講座　統合分野　在宅看護論』医学書院、2013年1月。ISBN 978-4-260-01586-8。

## 所属団体
- 日本保健医療社会学会
- 日本看護科学学会[2]
- 日本公衆衛生学会[2]
- 日本移植学会[2]
- 日本保健科学学会[2]
- 日本在宅ケア学会[2]
- 日本家族看護学会[2]
- 日本在宅看護学会[2]
- 日本難病看護学会[2]
- 日本地域看護学会[2]
- 日本健康教育学会[2]
- 日本肝移植研究会[2]